# وودوارد
وودوارد (انگلیسی: Woodward, Inc.) شرکت هوافضای آمریکایی است، که در سال ۱۸۷۰ تأسیس شد.